# Raúl Tamudo
Raúl Tamudo Montero (født 19. oktober 1977) er en spansk tidligere fodboldspiller, som var angriber hos Sabadell i Segunda División. Han har spillet for klubben siden sommeren 2013. Han var primært tilknyttet RCD Espanyol.
Hos Espanyol vandt han blandt andet Copa del Rey to gange og deltog i en UEFA Cup-finale. Med to scoringer mod lokalrivalerne fra FC Barcelona den 9. juni 2007 blev han den mest scorende spiller i klubben gennem tiderne med 112 mål.
På Spaniens fodboldlandshold nåede Tamudo fem mål i tretten kampe. Han var en del af den sølvvindende spanske trup ved OL i 2000.